# Li Nina
Li Nina, född den 10 januari 1983 i Benxi, Kina, är en kinesisk freestyleåkare.
Hon tog OS-silver i damernas hopp i samband med de olympiska freestyletävlingarna 2006 i Turin.
Hon tog därefter OS-silver igen i samma gren i samband med de olympiska freestyletävlingarna 2010 i Vancouver.